# Orchestra sinfonica della radiotelevisione croata
L’orchestra sinfonica della radiotelevisione croata è l'orchestra dell'omonimo ente pubblico croato.
Fondata nel 1931, tiene regolarmente concerti trasmessi in radio o televisione, nonché dal vivo a Zagabria e in altre località del paese. L'orchestra esegue anche tournée internazionali.

## Repertorio
L'orchestra predilige nel proprio repertorio le opere di autori autoctoni classici e contemporanei. Tra questi Milko Kelemen, Stjepan Šulek e Miro Belamarić a ciascuno dei quali è stato dedicato una serie di incisioni. In ambito discografico, l'orchestra ha realizzato, tra le altre, una registrazione delle opere di Gino Marinuzzi e della sinfonia delle Alpi di Richard Strauss

## Premi
L'orchestra ha ricevuto il premio Judita nel 2013, in occasione del festival di Spalato.